# Deborah Kerr

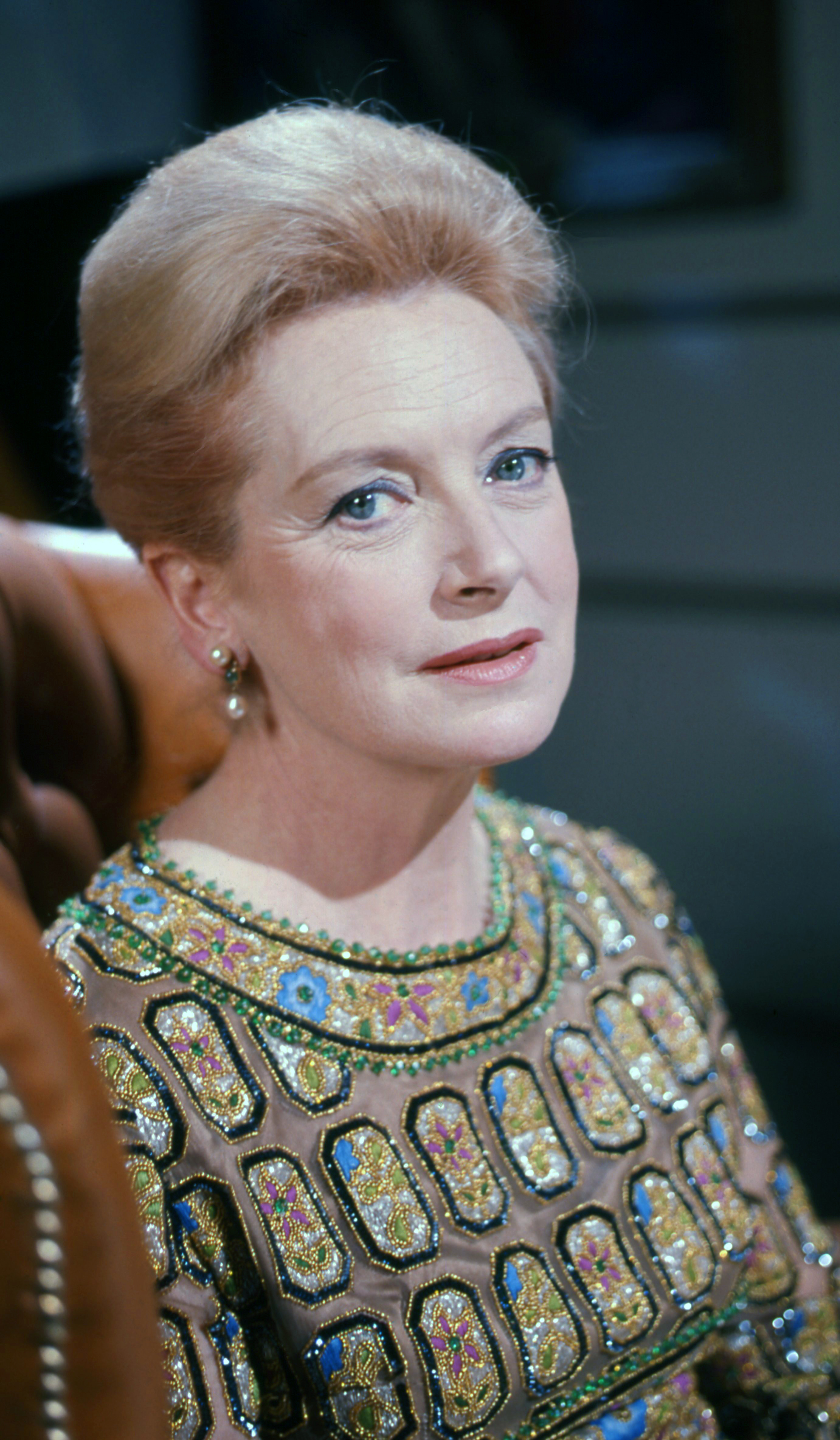
Deborah Kerr (1973)

Deborah Kerr [ˈdebrə kɑː], CBE (eigentlich: Deborah Jane Trimmer, verheiratete Viertel; * 30. September 1921 in Hillhead, Glasgow, Schottland; † 16. Oktober 2007 in Botesdale, Mid Suffolk, England), war eine britische Schauspielerin. In den 1950er Jahren zählte sie mit Filmen wie Quo vadis?, Verdammt in alle Ewigkeit, Der König und ich und Die große Liebe meines Lebens zu den erfolgreichsten Darstellerinnen Hollywoods. Sie wurde sechsmal für den Oscar in der Kategorie Beste Hauptdarstellerin nominiert und bekam ihn 1994 als Ehrenoscar für ihr Lebenswerk verliehen.

## Leben

### Frühes Leben
Deborah Kerr wurde als Tochter des nordenglischen Offiziers Arthur Charles (Jack) Trimmer (1893–1937) und seiner Frau Kathleen Rose (Colleen oder Col), geb. Smale (1893–1950), geboren. Ihre Eltern hatten im August 1919 in Gloucestershire geheiratet, lebten aber zu dieser Zeit in Helensburgh, Schottland. Ihr Vater, der im Ersten Weltkrieg ein Bein verloren hatte, änderte den Familiennamen irgendwann zu Kerr-Trimmer.
Mit 14 Jahren verlor Deborah Kerr ihren Vater und übersiedelte mit ihrer Mutter in die Nähe von Bristol, wo sie bis 1936 die Internatsschule Northumberland House besuchte und anschließend die von ihrer Tante Phyllis Smale geleitete Hicks-Smale-Schauspielschule. Erste schauspielerische Erfahrungen sammelte sie bei Amateuraufführungen. Zudem las sie für die BBC Kindergeschichten im Radio vor. Im Jahr 1937 zog sie nach London und besuchte die Ballettschule des Sadler’s Wells-Theaters, wo sie ein Jahr später erstmals als Tänzerin auftrat. Nach kleineren Rollen in Shakespeare-Aufführungen des Freilichttheaters im Regent’s Park wurde sie 1940 Ensemblemitglied des Oxford Playhouse.

### Erste Filmrollen und Durchbruch
Im selben Jahr bekam sie eine kleine Rolle in der George-Bernard-Shaw-Verfilmung Major Barbara von Gabriel Pascal und stieg in weiteren Filmen schnell zur Hauptdarstellerin auf. Ein erster Höhepunkt ihrer frühen Karriere war 1943 ihre überzeugende Darstellung drei verschiedener Frauen im Leben des Protagonisten in Leben und Sterben des Colonel Blimp.
Während des Zweiten Weltkriegs trat sie in Frankreich, Belgien und Holland auch an Fronttheatern für die alliierten Truppen auf. Dabei lernte sie ihren ersten Ehemann, den Jagdflieger Anthony Bartley, kennen. Die Ehe, aus der zwei Töchter (Melanie Jane und Francesca Ann) hervorgingen, wurde 1959 nach 14 Jahren geschieden.
Im Jahr 1947 gelang ihr mit der Rolle einer unerfahrenen Nonne in Die schwarze Narzisse der internationale Durchbruch als Schauspielerin, worauf sie einen Vertrag bei MGM erhielt. Ihr Hollywood-Debüt gab sie anschließend neben Clark Gable in dem Film Der Windhund und die Lady. Aufgrund ihrer vornehmen Erscheinung wurde sie vom Studio als legitime Nachfolgerin von Greer Garson gehandelt und hauptsächlich als Tee trinkende Dame eingesetzt. In der Romanze If Winter Comes spielte sie daher auch an der Seite von Walter Pidgeon, dem langjährigen Leinwandpartner von Garson. Eine Ausnahme bildete ihr Auftritt als alkoholkranke Ehefrau von Spencer Tracy in Edward, mein Sohn, der ihr 1950 die erste von sechs Oscar-Nominierungen einbrachte.

### Die 1950er-Jahre: Erfolge in Hollywood
In dem folgenden Jahrzehnt wurde Kerr einer der größten weiblichen Filmstars der Hollywood-Kinos.
Oft war sie an der Seite von Stewart Granger zu sehen, mit dem sie u. a. im Jahr 1950 in dem Abenteuerfilm König Salomons Diamanten auf Expedition in den Dschungel ging. An der Seite von Robert Taylor verkörperte sie 1951 die junge Christin Lygia in Mervyn LeRoys Monumentalfilm Quo Vadis?. Der von MGM in Italien gedrehte Film war ursprünglich mit Gregory Peck und Elizabeth Taylor in den Hauptrollen begonnen worden.
Im Jahr 1953 spielte Kerr in dem Historienfilm Die Thronfolgerin eine Nebenrolle an der Seite von Jean Simmons, die seit ihrem Mitwirken in Die schwarze Narzisse ebenfalls zum Star in Hollywood aufgestiegen war. Im selben Jahr gelang Kerr ein erfolgreicher Imagewechsel: Nachdem Joan Crawford sich aufgrund von Unstimmigkeiten über Drehbuch sowie Kostümauswahl aus Fred Zinnemanns Verdammt in alle Ewigkeit zurückgezogen hatte, übernahm Kerr die Rolle der Karen Holmes, einer leidenschaftlichen Offiziersgattin und Ehebrecherin, an der Seite von Burt Lancaster. Kerrs britisch-unterkühlte und zugleich unter der Oberfläche brodelnde Aura kontrastierte dabei mit dem machohaften Auftreten von Lancaster. Robert Mitchum, mit dem die Schauspielerin zusammen drei Filme drehte, darunter Der Seemann und die Nonne (1956), bezeichnete die Chemie zwischen ihnen als derart gut, dass man ihre gemeinsamen Szenen an getrennten Orten hätte drehen können und das zusammengeschnittene Ergebnis dennoch eine perfekte Übereinstimmung ergeben hätte.

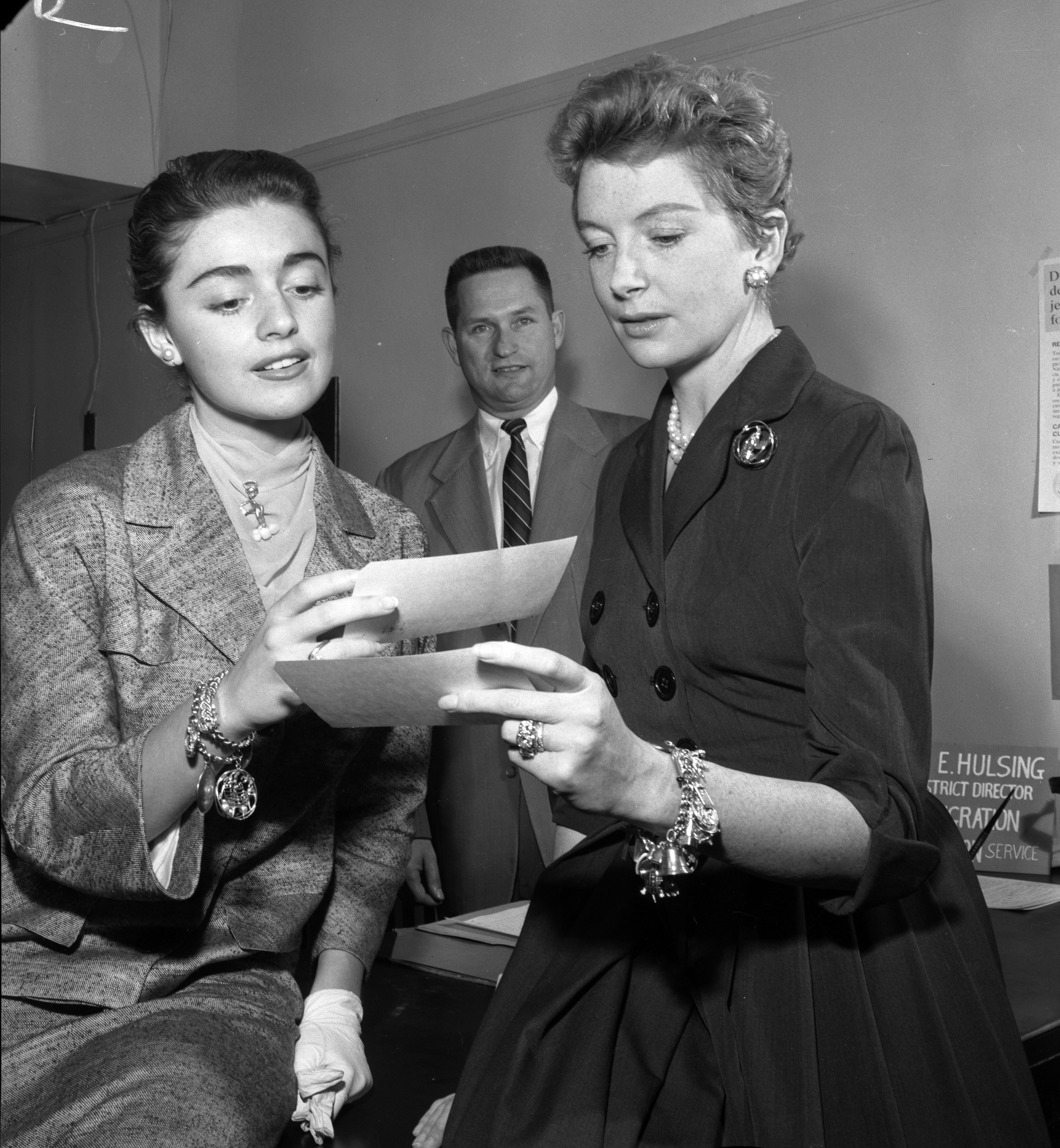
Kerr (rechts) mit Anna Maria Alberghetti (1957)

Im Jahr 1956 übernahm Kerr als Anna Leonowens die weibliche Hauptrolle an der Seite von Yul Brynner in der Musical-Verfilmung Der König und ich. Eine ihrer (aufgrund zahlreicher Wiederholungen im Fernsehen) bekanntesten Rollen spielte sie ein Jahr später neben Cary Grant in Die große Liebe meines Lebens, einem Remake des Films Ruhelose Liebe, in dem Irene Dunne und Charles Boyer 17 Jahre zuvor die Hauptrollen gespielt hatten.
Als ihre größte Herausforderung bezeichnete Kerr ihre Rolle als unterdrückte junge Frau in der Terence-Rattigan-Verfilmung Getrennt von Tisch und Bett aus dem Jahr 1958. Ihr Filmpartner David Niven gewann für seine Rolle einen Oscar. Im selben Jahr wirkte sie außerdem in der Romanverfilmung Bonjour Tristesse unter Regie von Otto Preminger mit. 1960 wirkte Kerr sowohl als Partnerin von Cary Grant und Robert Mitchum in der Komödie Vor Hausfreunden wird gewarnt als auch, erneut neben Mitchum, an dem in Australien spielenden Abenteuerfilm Der endlose Horizont mit. Für ihre Darstellung einer leidgeprüften Farmersfrau in diesem Film war sie zum sechsten und letzten Mal für einen Oscar im Wettbewerb nominiert.

### Ab den 1960er-Jahren: Spätere Karriere
1961 war sie in dem psychologischen Horrorfilm Schloß des Schreckens, der heute als Klassiker seines Genres gilt, als viktorianische Gouvernante zu sehen, die glaubt, dass ihre Schützlinge von Geistern besessen sind. In den 1960er-Jahren ließ Kerrs Zugkraft als Hollywood-Star langsam nach, dennoch hatte sie noch einige nennenswerte Auftritte wie in John Hustons Die Nacht des Leguan (1964) nach dem gleichnamigen Theaterstück von Tennessee Williams. In der James-Bond-Parodie Casino Royale (1967) spielte Kerr erneut neben Niven sowie einer Reihe von Weltstars die mörderische Ehefrau des britischen Geheimdienstchefs „M“ (John Huston).
Elia Kazans Drama Das Arrangement, in dem sie als Ehefrau von Kirk Douglas auftrat, war 1969 Kerrs letzter Hollywoodfilm. Danach kündigte sie ihren Rückzug aus dem Filmgeschäft an. Nachdem sie in den 1970er-Jahren als Theaterschauspielerin am Broadway und am Londoner West End aufgetreten war, übernahm sie zwischen 1981 und 1986 nochmals mehrere Rollen in britischen Film- und Fernsehproduktionen. Darunter waren 1982 die Neuverfilmung des Billy-Wilder-Klassikers Zeugin der Anklage sowie 1985 ihr letzter Kinofilm The Assam Garden.

### Ruhestand
Zuletzt lebte Kerr mit ihrem zweiten Ehemann, dem Schriftsteller Peter Viertel, den sie im Jahr 1960 geheiratet hatte, in Klosters in der Schweiz. Obwohl sie an Parkinson erkrankt war, nahm sie den ihr 1994 verliehenen Ehrenoscar in Hollywood persönlich entgegen. Im Jahr 1998 wurde ihr der Commander of the Most Excellent Order of The British Empire verliehen.
Im August 2004 wurde ihr im Ruhestand lebender Bruder, der Journalist Edward „Teddy“ Kerr, in West Heath, Birmingham, erschlagen. Deborah Kerr starb im Oktober 2007 im englischen Botesdale im Alter von 86 Jahren an den Folgen ihrer Parkinson-Erkrankung. Keine drei Wochen später starb ihr Mann Peter Viertel an Krebs. Deborah Kerr ruht auf dem St. Mary Churchyard in der Gemeinde Redgrave, Suffolk.

## Filmografie
- 1940: Major Barbara
- 1941: Love on the Dole
- 1941: Der Gouverneur von Pennsylvanien (Penn of Pennsylvania)
- 1941: Der Hutmacher und sein Schloß (Hatter’s Castle)
- 1941: The Day Will Dawn
- 1943: Leben und Sterben des Colonel Blimp (The Life and the Death of Colonel Blimp)
- 1945: Perfect Strangers
- 1946: I See a Dark Stranger
- 1947: Die schwarze Narzisse (Black Narcissus)
- 1947: Der Windhund und die Lady (The Hucksters)
- 1948: If Winter Comes
- 1949: Edward, mein Sohn (Edward, My Son)
- 1950: Drei Männer für Alison (Please Believe Me)
- 1950: König Salomons Diamanten (King Salomon’s Mines)
- 1951: Quo Vadis? (Quo Vadis)
- 1952: Im Schatten der Krone (The Prisoner of Zenda)
- 1953: Donner in Fern-Ost (Thunder in the East)
- 1953: Julius Caesar
- 1953: Die Thronfolgerin (Young Bess)
- 1953: Du und keine andere (Dream Wife)
- 1953: Verdammt in alle Ewigkeit (From Here to Eternity)
- 1955: Das Ende einer Affaire (The End of the Affair)
- 1956: Auch Helden können weinen (The Proud and Profane)
- 1956: Der König und ich (The King and I)
- 1956: Anders als die anderen (Tea and Sympathy)
- 1956: Der Seemann und die Nonne (Heaven Knows, Mr. Allison)
- 1957: Die große Liebe meines Lebens (An Affair to Remember)
- 1958: Getrennt von Tisch und Bett (Separate Tables)
- 1958: Bonjour Tristesse
- 1959: Die Reise (The Journey)
- 1959: Französische Betten (Count Your Blessings)
- 1959: Die Krone des Lebens (Beloved Infidel)
- 1960: Der endlose Horizont (The Sundowners)
- 1960: Vor Hausfreunden wird gewarnt (The Grass Is Greener)
- 1961: Ein Mann geht seinen Weg (The Naked Edge)
- 1961: Schloß des Schreckens (The Innocents)
- 1963: Three Roads to Rome (Fernsehfilm)
- 1963: Das Haus im Kreidegarten (The Chalk Garden)
- 1964: Die Nacht des Leguan (The Night of the Iguana)
- 1965: Dreimal nach Mexiko (Marriage on the Rocks)
- 1966: Die schwarze 13 (Eye of the Devil)
- 1966: Casino Royale
- 1968: Die Pille war an allem schuld (Prudence and the Pill)
- 1968: Die den Hals riskieren (The Gypsy Moths)
- 1969: Das Arrangement (The Arrangement)
- 1981: A Song at Twilight (Fernsehfilm)
- 1982: Zeugin der Anklage (Witness for the Prosecution) (Fernsehfilm)
- 1982: Wiedersehen in Fairborough (Reunion at Fairborough) (Fernsehfilm)
- 1984: Des Lebens bittere Süße (A Woman of Substance) (Fernsehfilm)
- 1985: The Assam Garden
- 1986: Hold the Dream (Fernsehfilm)

## Auszeichnungen
Oscar

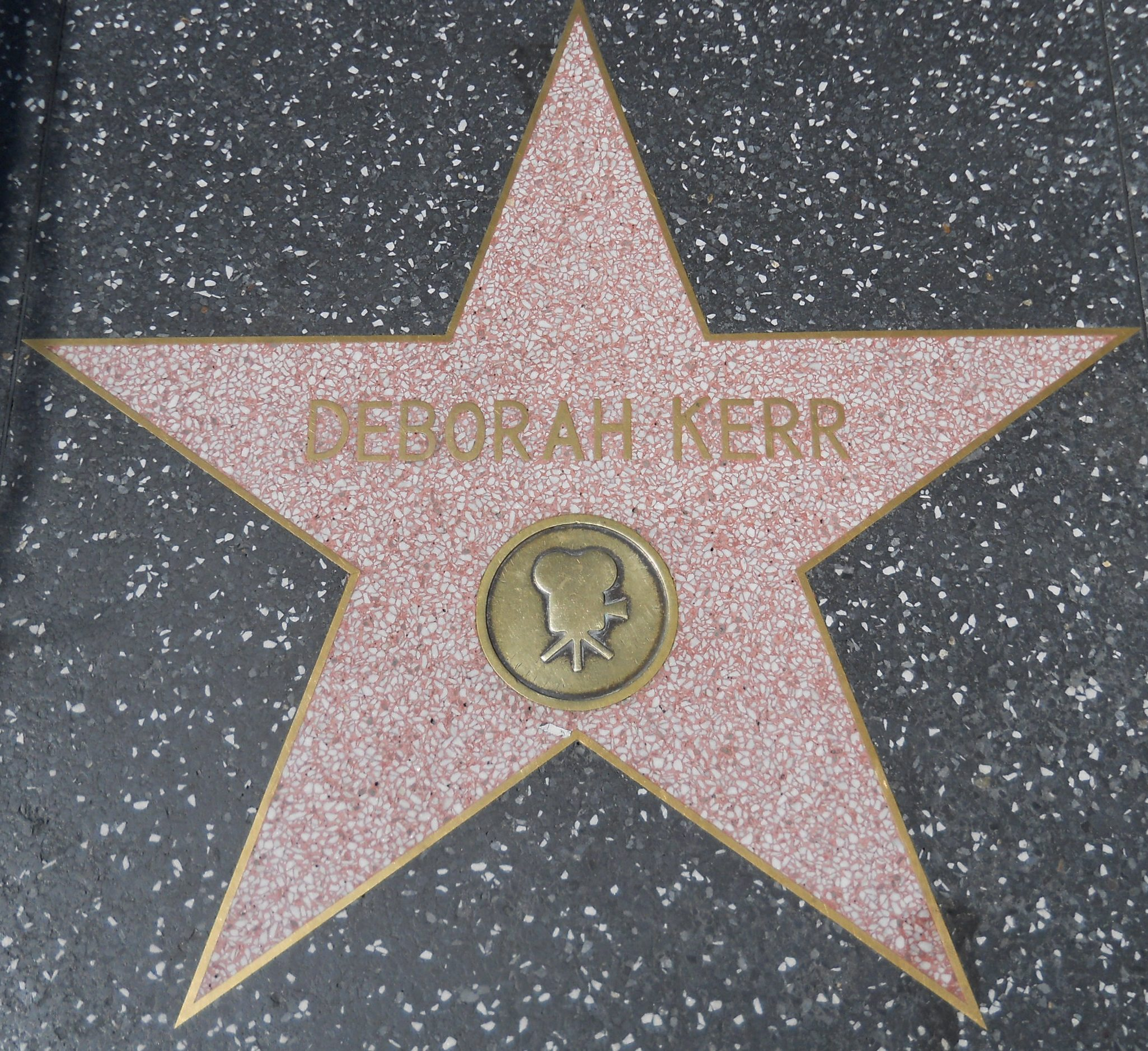
Kerrs Stern auf dem Hollywood Walk of Fame

- 1950: Nominierung in der Kategorie Beste Hauptdarstellerin für Edward, mein Sohn
- 1954: Nominierung in der Kategorie Beste Hauptdarstellerin für Verdammt in alle Ewigkeit
- 1957: Nominierung in der Kategorie Beste Hauptdarstellerin für Der König und ich
- 1958: Nominierung in der Kategorie Beste Hauptdarstellerin für Der Seemann und die Nonne
- 1959: Nominierung in der Kategorie Beste Hauptdarstellerin für Getrennt von Tisch und Bett
- 1961: Nominierung in der Kategorie Beste Hauptdarstellerin für Der endlose Horizont
- 1994: Ehrenoscar für ihr Lebenswerk

British Film Academy Award
- 1956: Nominierung in der Kategorie Beste britische Darstellerin für Das Ende einer Affäre
- 1958: Nominierung in der Kategorie Beste britische Darstellerin für Anders als die anderen
- 1962: Nominierung in der Kategorie Beste britische Darstellerin für Der endlose Horizont
- 1965: Nominierung in der Kategorie Beste britische Darstellerin für Das Haus im Kreidegarten

Emmy
- 1985: Nominierung in der Kategorie Beste Nebendarstellerin in einem Mehrteiler oder Special für Des Lebens bittere Süße

Golden Globe Award
- 1950: Nominierung in der Kategorie Beste Hauptdarstellerin – Drama für Edward, mein Sohn
- 1957: Beste Hauptdarstellerin – Komödie oder Musical für Der König und ich
- 1958: Nominierung in der Kategorie Beste Hauptdarstellerin in einem Drama für Der Seemann und die Nonne
- 1959: Henrietta Award sowie Nominierung in der Kategorie Beste Hauptdarstellerin in einem Drama für Getrennt von Tisch und Bett

Golden Apple Award
- 1956: Golden Apple als kooperativste Schauspielerin

New York Film Critics Circle Award
- 1947: Beste Hauptdarstellerin für Die schwarze Narzisse und I See a Dark Stranger
- 1957: Beste Hauptdarstellerin für Der Seemann und die Nonne
- 1960: Beste Hauptdarstellerin für Der endlose Horizont

Photoplay Award
- 1957: Populärster weiblicher Star

## Deutsche Synchronstimmen
- Marianne Kehlau: Bonjour Tristesse, Schloss des Schreckens, Donner in Fernost, Auch Helden können weinen, Die große Liebe meines Lebens, Französische Betten, Das Haus im Kreidegarten, 3 x nach Mexiko, Zeugin der Anklage
- Eva Katharina Schulz: Die Nacht des Leguan, Die Krone des Lebens, Die den Hals riskieren
- Eleonore Noelle: Der König und ich, Vor Hausfreunden wird gewarnt, Das Ende einer Affäre
- Erika Georgi: Major Barbara
- Marion Degler: Der Gouverneur von Pennsylvanien, Der Seemann und die Nonne
- Gerda Maria Terno: Die schwarze Narzisse
- Edith Schneider: Quo vadis?, Du und keine andere, Die Thronfolgerin
- Tilly Lauenstein: Anders als die anderen, Die schwarze 13
- Gudrun Genest: Getrennt von Tisch und Bett
- Dagmar Altrichter: Die Pille war an allem schuld, Des Lebens bittere Süße